# Nhà thờ Thánh Martin ở Spišská Kapitula
Nhà thờ Thánh Martin ở Spišská Kapitula (tiếng Slovakia: Katedrála svätého Martina v Spišská Kapitula) là một nhà thờ Công giáo La Mã tọa lạc ở thị trấn Spišská Kapitula, vùng Prešov, Slovakia. Đây là nhà thờ chính tòa của giáo phận Spiš, đồng thời cũng là nhà thờ giáo xứ.
Ngày 15 tháng 10 năm 1963, nhà thờ Thánh Martin ở Spišská Kapitula được ghi danh vào Danh sách Di tích Trung ương theo quyết định của Bộ Văn hóa Cộng hòa Slovakia. Ba mươi năm sau, nhà thờ được ghi vào Danh sách Di sản Văn hóa và Thiên nhiên Thế giới của UNESCO như một phần của quần thể Levoča, lâu đài Spiš và các di tích xung quanh. Năm 2003, hài cốt của Giám mục Ján Vojtaššák được đặt trong ngôi nhà thờ chính tòa này.

## Miêu tả
Từ góc nhìn kiến trúc, nhà thờ Thánh Martin ở Spišská Kapitula hiện nay là một tòa nhà được xây dựng theo phong cách kiến trúc Romanesque-Gothic. Cụ thể, nhà thờ được xây vào đầu thế kỷ 13 theo phong cách Romanesque. Vào thế kỷ 19, nội thất của nhà thờ được thiết kế lại theo phong cách tân Gothic. Bên trong tháp chuông của nhà thờ có chiếc chuông gọi là Đô thị, có niên đại từ năm 1426, tác giả là Ján Weygel đến từ Spišsko-Novove.